# Pedro II del Congo
Pedro II (1575 - 1624) fue un rey del Congo entre el 5 de mayo de 1622 y el 13 de abril de 1624 . Fue el primer rey de la Casa de Quincanga. Ascendió al poder sin ser el heredero, debido a la minoría de edad del heredero. Para legitimar su ascenso se valió del Consejo Real del Congo. En su breve reinado, daño las relaciones con los portugueses. Se enfrentó a ellos en la batalla de Bumbi. Una vez perdida esta batalla tuvo que aliarse con los neerlandeses para aguantar el ataque portugués. Planeó un ataque conjunto al Reino de Angola (posesión portuguesa, la parte nativa se llamaba Reino de Dongo). Él atacaría por tierra, y los neerlandeses por mar. Murió antes que pudiera concretar el proyecto. Le sucedió su hijo Garcia I, elegido como heredero por el Consejo por las amenazas del rey.

## Primeros años
D. Pedro Ancanga nació en 1575 y era hijo de D. Afonso Mubica Antumba, duque de Sundi y miembro del Consejo Real del Congo y de D. Cristina de Soyo, de la familia de los condes de Soyo. Su abuela fue doña Ana Antumba, tercera hija del rey Afonso I.
Después de la muerte de su padre, asumió el título de duque de Sundi y también el puesto en la alta nobleza del Congo. 
Incluso antes de su acceso al trono, D. Pedro era duque de Sundi y Umbamba, en sustitución de D. Antônio da Silva. 
Álvaro III murió dejando dos hijos directos: los jóvenes príncipes D. Álvaro y D. Ambrósio. El heredero legítimo era D. Ambrósio, pero era considerado demasiado joven para gobernar. Por eso, el Consejo Real del Congo le eligió rey.

## Reinado
Asumió el trono a expensas de su primo D. Ambrósio, el heredero legítimo al trono pero considerado demasiado joven para gobernar.
En su breve reinado, daño las relaciones con los portugueses. Estos lo consideraban rey ilegítimo. La  ruptura se dio cuando el rey nombró a su hermano menor D. Paulo Afonso como duque de Umbamba, decisión que molesto al gobernador portugués de Luanda (Capitán general del reino de Angola), João Correia de Sousa. Este último envió una expedición con unos 30000 hombres, el 22 de diciembre de 1622.
Los ejércitos de D. Paulo Afonso y de D. Cosme de Upemba se enfrentaron a las de João Correia de Sousa en la Batalla de Bumbi. Los portugueses ganaron la batalla, y el hermano del rey murió. En represalia, surgieron múltiples revueltas anti-portuguesas en todo el reino. Los congoleños se enfrentan a los portugueses, en enero de 1623, en la batalla de Mbanda Kasi. Los congoleños afirman que ganaron esta batalla a sus aliados neerlandeses.
Por esos tiempos, otra potencia colonial ambicionaba el Congo: los neerlandeses. Pedro II consigue apoyo de la Compañía Neerlandesa de las Indias Occidentales, y planean un ataque conjunto contra Luanda, capital del Reino de Angola. Los neerlandeses atacarían por mar y los congoleños por tierra.  Pedro II murió antes de que pudieran concretar el proyecto.
En 1624 el rey hizo jurar al consejo real que elegirían a su hijo D. García como nuevo rey en caso de su muerte. Hubo una conspiración para elegir a D. Álvaro Afonso, duque de Umpemba, como nuevo monarca. Se descubre la conspiración y el marqués se refugia en Soyo .
Pedro II murió el 13 de abril de 1624, siendo sustituido por su hijo D. García I.